# Little Earthquakes
Little Earthquakes – debiutancki solowy album studyjny amerykańskiej piosenkarki i kompozytorki, Tori Amos, wydany 13 stycznia 1992 w Wielkiej Brytanii, a 25 lutego 1992 w Stanach Zjednoczonych.
Po rozwiązaniu współzałożonego przez Amos zespołu Y Kant Tori Read w 1988, wytwórnia płytowa Atlantic zatrzymała Amos jako artystkę solową i dała jej czas do 1990 roku na stworzenie kolejnego albumu. Wytwórnia odrzuciła pierwszą wersję albumu, twierdząc, że na rynku nie ma miejsca dla "dziewczyny z fortepianem". Druga wersja, współprodukowana z Erikiem Rossem, Davittem Sigersonem i Ianem Stanleyem, została dostarczona na początku 1991 roku. Nowa wersja została ostatecznie zaakceptowana, a Amos przeniesiona do Londynu, na tradycyjnie bardziej otwarty na ekscentrycznych artystów rynek.
Album został ciepło przyjęty i uważany jest za jeden z albumów rozpoczynających ruch piosenkarek-kompozytorek lat 90. Dotychczas sprzedano ponad dwa miliony kopii albumu na całym świecie, w USA osiągnął status platynowej płyty. W 1998 czytelnicy brytyjskiego magazynu "Q" wybrali Little Earthquakes 66. najlepszym albumem wszech czasów.
Piosenki będące częścią wczesnej, odrzuconej wersji Little Earthquakes – "Upside Down", "Here. In My Head", "Sweet Dreams", "Take to the Sky", "Flying Dutchman" i "Mary" – znalazły się na stronach B kolejnych singli.
W 2015 roku Tori wydała edycję Deluxe tej płyty, na której znalazły się właśnie piosenki będące częścią wczesnej, odrzuconej wersji tego albumu oraz cover utworu grupy Nirvana - "Smells Like Teen Spirit".

## Lista utworów
(wszystkie piosenki autorstwa Tori Amos)
1. "Crucify" – 4:58
2. "Girl" – 4:06
3. "Silent All These Years" – 4:10
4. "Precious Things" – 4:26
5. "Winter" – 5:40
6. "Happy Phantom" – 3:12
7. "China" – 4:58
8. "Leather" – 3:12
9. "Mother" – 6:59
10. "Tear in Your Hand" – 4:38
11. "Me and a Gun" – 3:44
12. "Little Earthquakes" – 6:51

### 2015 Deluxe Edition[10]
1. "Upside Down" – 4:58
2. "Thoughts" – 4:06
3. "Ode to the Banana King (Part One)" – 4:10
4. "Song for Eric" – 1:50
5. "The Pool" – 2:51
6. "Take to the Sky" – 4:20
7. "Sweet Dreams" – 3:27
8. "Mary" – 4:27
9. "Sugar" – 4:27
10. "Flying Dutchman" – 6:31
11. "Humpty Dumpty" – 2:52
12. "Smells Like Teen Spirit" (Nirvana) – 3:17
13. "Little Earthquakes" (Live from Cambridge Corn Exchange, 5 kwietnia 1992) – 6:58
14. "Crucify" (Live from Cambridge Corn Exchange, 5 kwietnia 1992) – 5:19
15. "Precious Things" (Live from Cambridge Corn Exchange, 5 kwietnia 1992) – 5:03
16. "Mother" (Live from Cambridge Corn Exchange, 5 kwietnia 1992) – 6:37
17. "Happy Phantom" (Live from Cambridge Corn Exchange, 5 kwietnia 1992) – 6:58
18. "Here. In My Head" – 3:53

## Single
1. "Me and a Gun" – październik 1991
2. "Silent All These Years" – listopad 1991 (wznowiony: sierpień 1992 i marzec 1997)
3. "China" – styczeń 1992
4. "Winter" – marzec 1992
5. "Crucify" – lipiec 1992

## Wideografia
- "Silent All These Years" – Cindy Palmano, 1991
- "Crucify" – Cindy Palmano, 1992
- "China" – Cindy Palmano, 1992
- "Winter" – Cindy Palmano, 1992

## Twórcy
- Tori Amos – śpiew, fortepian
- Steve Caton – gitara akustyczna, gitara elektryczna, gitara basowa
- Will McGregor – gitara basowa
- Eric Rosse – bębny, programowanie
- Jeff Scott – gitara, gitara basowa
- Paulinho Da Costa – perkusja
- Carlo Nuccio – bębny
- Jeff Scott – gitara, gitara basowa
- Matthew Seligman – gitara basowa
- Chris Hughes – bębny
- David Rhodes – gitara
- Ed Green – bębny
- Jake Freeze – rat pedal, piła
- Phil Shenale – programowanie
- John Chamberlin – mandolina
- Eric Williams – ukulele, dulcimer
- Stuart Gordon – skrzypce
- Will Gregory – obój
- Philly – czynele
- Nick DeCaro – aranżacje orkiestrowe, dyrygent
- David Lord – aranżacja instrumentów smyczkowych